# Chrysobothris auricincta
Chrysobothris auricincta es una especie de escarabajo del género Chrysobothris, familia Buprestidae. Fue descrita científicamente por Burmeister en 1872.